# Paul Trouillebert
Paul-Désiré Trouillebert (Parigi, 1829 – Parigi, 29 giugno 1900) è stato un pittore francese.

## Biografia
Paul-Désiré Trouillebert fu un pittore dalle diverse inclinazioni e tecniche. Allievo di Ernest Hébert e di Charles Jalabert all'École des beaux-arts di Parigi, coltivò la pittura di genere e quella paesaggistica, ma fu anche un eccellente ritrattista ed un pregevole artista del "nudo". Per i suoi paesaggi selvatici, dipinti "en plein air", appartenne con pienezza alla Scuola di Barbizon e perseguì inoltre, parallelamente, la corrente dell'orientalismo, che spesso utilizzava per l'ambientazione dei suoi nudi. 
Debuttò nel 1865 al "Salon" con un ritratto, ed espose con continuità, riscuotendo nel 1869 grande successo di critica e di pubblico con l'opera "Au bois Rossignolet", nella quale ritrasse una incantevole località boschiva. Per i suoi paesaggi, infatti, per i quali è forse più noto, Trouillebert trasse grande ispirazione dalle ultime opere di  Corot. 
Aveva due atelier fissi e uno mobile, il primo a Parigi, l'altro a Candes-Saint-Martin, dove Marna e Loira si congiungono, e un terzo a bordo di un barcone con il quale percorreva la Marna e la Loira, alla ricerca di scorci suggestivi, fra Saint-Germain-sur-Vienne, Montsoreau e Candes. Lavorò quindi sia nella capitale, sia nella sua residenza sul fiume. Dal 1880 ebbe per compagno, sulle rive dei fiumi, il suo allievo ed amico Pierre Ucciani.
Trouillebert morì a Parigi nell'estate dell'ultimo anno del secolo, all'età di 71 anni.

## Alcune opere
- "Chemin au bord du lac de Nantua", Galerie Gary-Roche
- "Deux lavanderies sous les bouleaux", Van Ham Fine Art Auctions
- "La Gardienne de Troupeau", Frances Aronson Fine Art, LLC
- "Le Loir et la Flêche", Stoppenbach & Delestre
- "Le Pecheur et le Bateau", Daphne Alazraki
- "Mme. Trouillebert", The Darvish Collection, Inc.
- "Au Bord de La Loire a Montsoreau"
- "Cleopatra & the Dying Messenger", Lightner Museum, St. Augustine, Florida, 1873.
- "Femme en robe bleue rêvant". Collezione privata
- "Diana Chasseresse". Collezione privata

### Selezione di opere presenti in collezioni pubbliche
In Francia

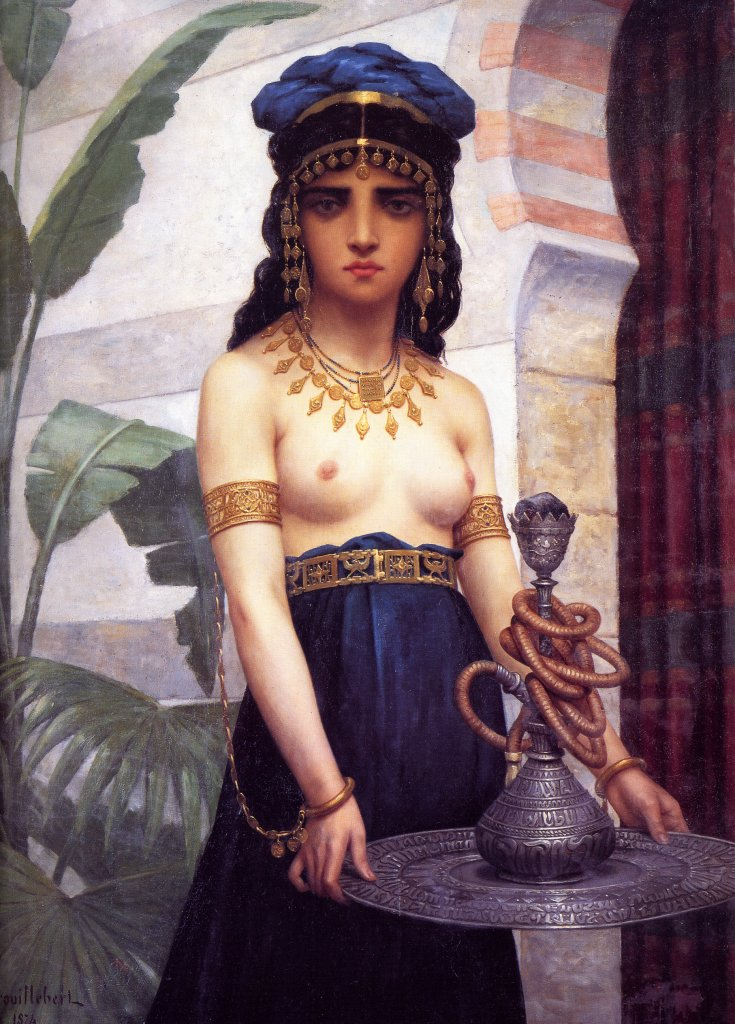
La serva dell'harem, 1874

- Parigi, Museo d'Orsay: "Les Travaux de relèvement du chemin de fer de ceinture, le pont de la rue de la Voûte", olio su tela[5]
- Ajaccio, Museo Fesch: "Le bouquet de violettes", olio su tela
- Nizza, Museo di Belle arti: "La serva dell'harem" (1874), olio su tela

In Argentina
- Buenos Aires, Museo nazionale di Belle arti: "Château de Chenonceau"

In Belgio
- Bruxelles, Musei reali di Belle arti: "Ritratto d'uomo", olio su tela

Negli  Stati Uniti
- Baltimora, Walters Art Museum: "Paesaggio"

In Russia
- San Pietroburgo, Museo dell'Hermitage: "Le bord de la Loire près de Chouze" (1893), olio su tela

## Allievi
- Pierre Ucciani

## Galleria d'immagini

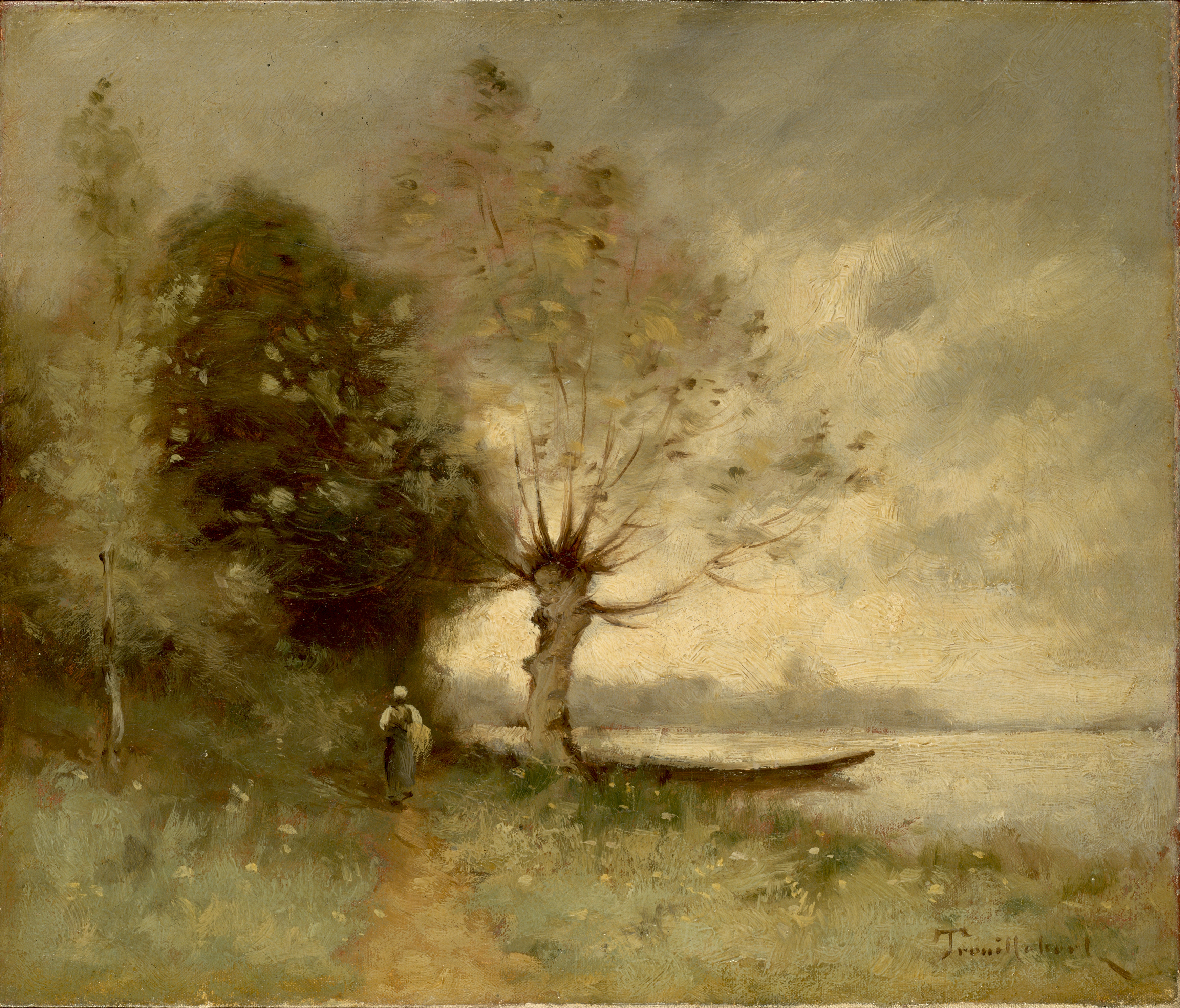
La Riva della Loira presso Chouze
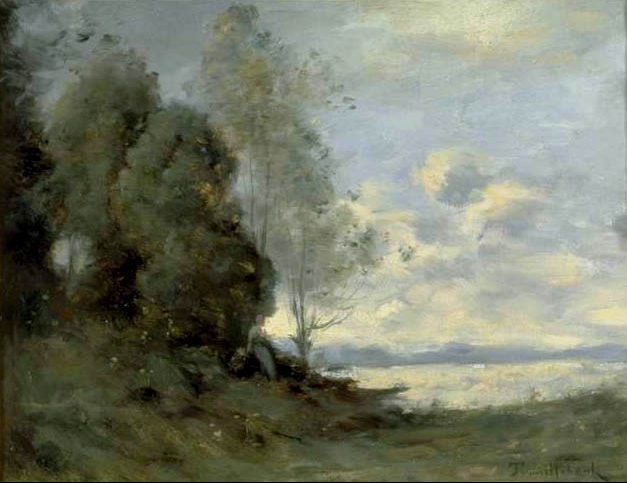
Rive della Loira
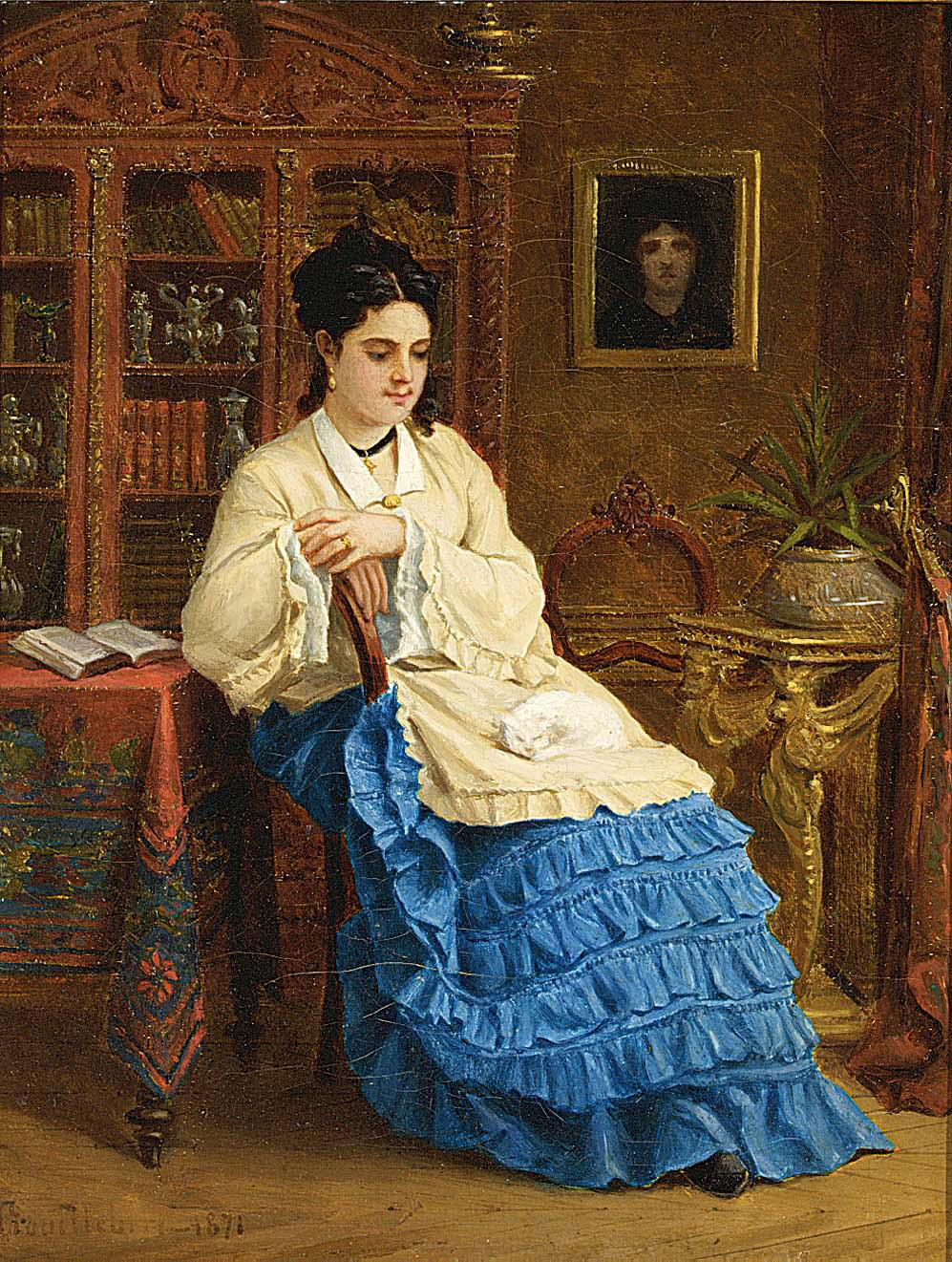
Donna in blu che sogna
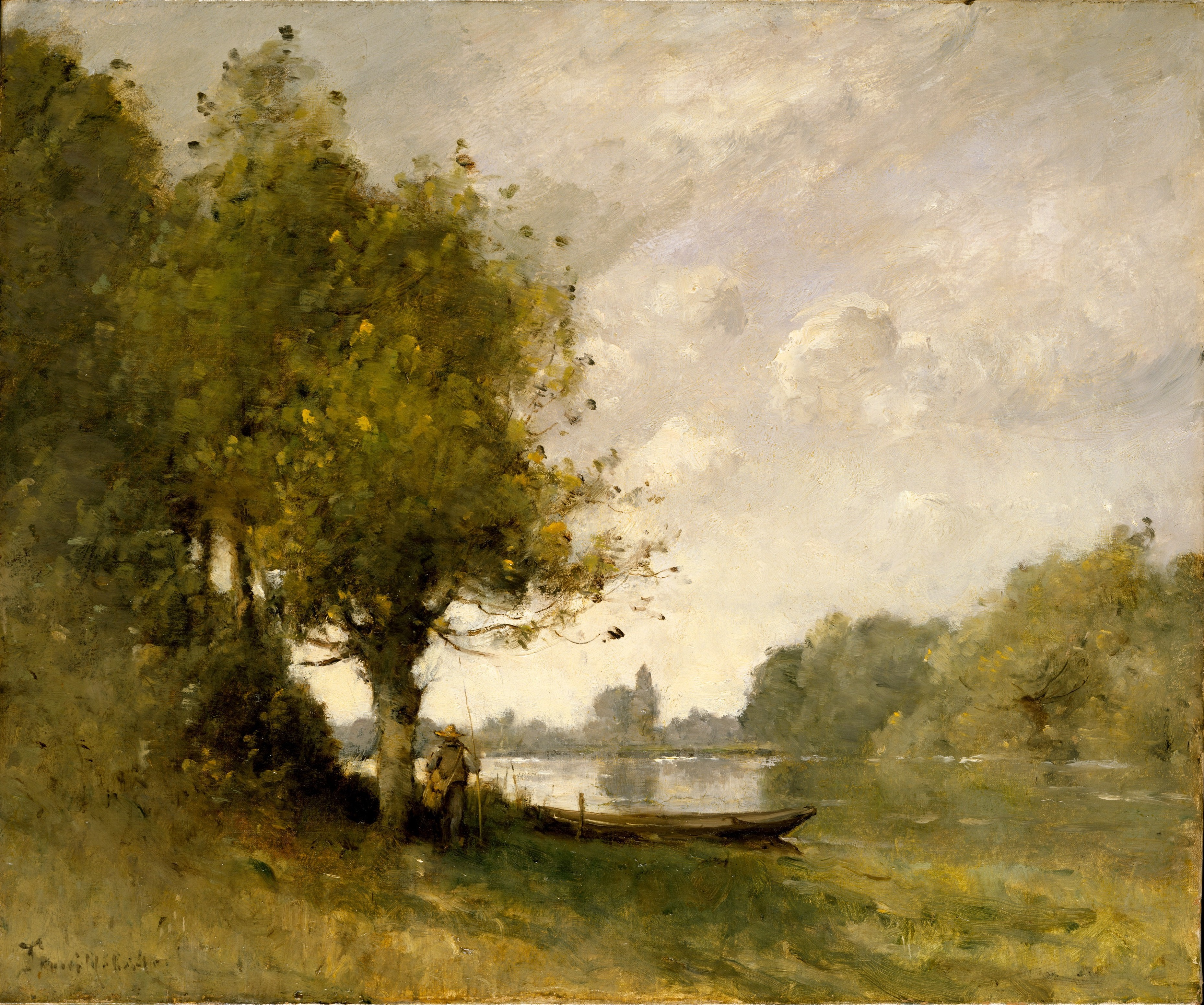
Uno stagno vicino a Nangis

## Voci correlate

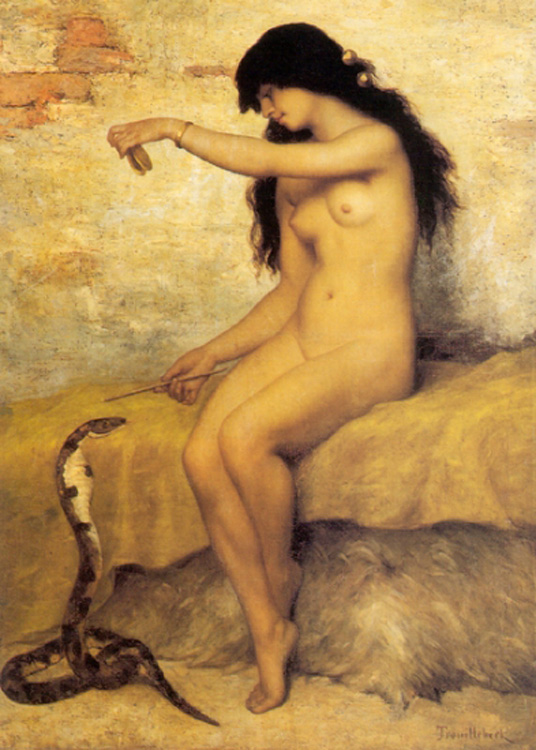
L'incantatrice di serpenti